# Кангар
Кангар (малайск. Kangar) — город в Малайзии, административный центр штата Перлис.

## География
Расположен на крайнем северо-западе полуостровной части страны, вблизи границы с Таиландом. Площадь города — около 2600 га.

## Население
Население по данным переписи 2004 года составляет 48 898 человек.

## Транспорт
Ближайший к Кангару аэропорт — Султан Абдул Халим (Sultan Abdul Halim Airport), находится в городке Кепала-Батас в соседнем штате Кедах.